# Lof, Idlib
Lof, Idlib (tiếng Ả Rập: لوف) là một ngôi làng Syria nằm ở Saraqib Nahiyah ở huyện Idlib, Idlib. Theo Cục Thống kê Trung ương Syria (CBS), Lof, Idlib có dân số 1539 trong cuộc điều tra dân số năm 2004.